# Callyspongia mollis
Callyspongia mollis är en svampdjursart som först beskrevs av Lendenfeld 1887.  Callyspongia mollis ingår i släktet Callyspongia och familjen Callyspongiidae. Inga underarter finns listade i Catalogue of Life.